# Gastón Córdoba
Fernando Gastón Córdoba (San Nicolás de los Arroyos, 21 giugno 1974) è un ex calciatore argentino, di ruolo centrocampista.

## Carriera
Ha raggiunto la semifinale di Copa Libertadores con il Racing Club de Avellaneda, e ha giocato anche in Serie A con la Sampdoria nel 1998-1999.
Ha vinto la Copa Libertadores e la Recopa Sudamericana con l'Olimpia nel 2002 e nel 2003.